# Isidoro Malmierca
Isidoro Octavio Malmierca Peolí (* 25. September 1930 in Havanna; † 11. August 2001 ebenda) war ein kubanischer Journalist und Politiker.

## Biografie
Er studierte Gesellschaftswissenschaften an der Universität Havanna und engagierte sich früh in der kommunistischen Bewegung. Mit 17 wurde er Mitglied der Nachwuchsorganisation der Sozialistischen Volkspartei (PSP), 'Sozialistische Jugend' (JS), in der er später zum Generalsekretär aufstieg. Er engagierte sich im Widerstand gegen die Batista-Diktatur und wurde dabei mehrfach verhaftet. Im Frühjahr 1958 verließ er Kuba auf illegalem Weg, um in Moskau am XIII. Kongress des Komsomol teilzunehmen, der Jugendorganisation der Kommunistischen Partei der Sowjetunion.
Nach der von Fidel Castro angeführten Kubanischen Revolution rückte Malmierca 1960 in die Nationale Leitung der PSP auf und organisierte als Generalsekretär der Sozialistischen Jugend deren Auflösung und Übergang in die auf Betreiben Che Guevaras gegründete 'Vereinigung der Rebellenjugend' (AJR). Parallel zur Tätigkeit als parteipolitischer Stratege war er am Aufbau der neuen Sicherheitsstruktur beteiligt. So wurde er 1961 erster Leiter der im Innenministerium neu geschaffenen Abteilung für Staatssicherheit (DSE), dem der innerhalb der Struktur der Revolutionären Streitkräfte entstandene Geheimdienst unterstellt wurde, und diente als stellvertretender Innenminister. Nachdem die PSP 1961 mit Castros Bewegung des 26. Juli (M-26-7) verschmolzen wurde, war Malmierca in den dabei gebildeten Nachfolgeorganen aktiv: Aus den 'Integrierten Revolutionären Organisationen' (ORI) wurde 1962 die 'Einheitspartei der Kubanischen Sozialistischen Revolution' (PURSC), aus der 1965 schließlich die Kommunistische Partei Kubas (PCC) entstand, deren erstem Zentralkomitee Malmierca angehörte. Er wurde erster Chefredakteur der erstmals am 4. Oktober 1965 herausgegebenen Parteizeitung Granma. Von 1967 bis 1973 war Malmierca stellvertretender Direktor des Nationalen Fischereiinstituts. 1973 wurde er in das Sekretariat des Zentralkomitees gewählt.
1976 wurde er als Nachfolger von Raúl Roa García als Außenminister in den Ministerrat Kubas berufen. In dieser Funktion vertrat er insbesondere die Haltung Kubas in der Außenpolitik während der Entsendung von Einheiten der Streitkräfte (Fuerzas Armadas Revolucionarias) zum Militäreinsatz in Angola als diese Aktionen auch von der Bewegung der Blockfreien Staaten kritisiert wurde, aber auch während der massenhaften Ausreisen von Kubanern in die USA auf dem Seeweg in zum Teil selbst gebauten Booten.
Das von ihm 1992 aus gesundheitlichen Gründen niedergelegte Amt des Außenministers übernahm der langjährige Erste Vizeaußenminister Ricardo Alarcón.
Malmierca starb an den Folgen von Lungenkrebs. Sein Sohn, Rodrigo Malmierca Díaz, ist seit März 2009 kubanischer Minister für Außenhandel und auswärtige Investitionen.